# 傅铁钢
傅铁钢（1953年4月13日—），男，汉族，黑龙江讷河人，中华人民共和国政治人物，曾任通辽市人民政府市长，市委书记、第十一届全国人民代表大会内蒙古地区代表。

## 生平
毕业于吉林大学中国社会主义建设研究生班专业。2008年当选为第十一届全国人大代表。
2019年10月16日，中纪委宣布其因涉嫌严重违纪违法，接受纪律审查和监察调查。